# Ferooz
Ferooz est un hameau de la ville de Gembloux, en province de Namur (Région wallonne de Belgique). Ce hameau fait partie intégrante du village de Beuzet.

## Histoire
Depuis 1795 et jusqu'à la fusion des communes de 1977, Ferooz faisait partie de la commune de Beuzet.
Ferooz, formait une seigneurie hautaine, propriété de la famille des de Ferooz, passant successivement dans la famille des de Waret au milieu du XVIe siècle puis dans celle des Helman dans la seconde moitié du XVIIe siècle.

## Situation
Ferooz se situe à environ 5 km au sud-est de la ville Gembloux et avoisine les localités de Beuzet et Bossière. Le hameau se compose principalement de deux voiries : la rue des Déportés et la rue des Communes.

## Patrimoine
Précédé d'un domaine arboré ceint par un mur en brique partiellement grillagé, le château de Ferooz a été bâti en brique et pierre de taille dans le courant de la seconde moitié du XVIIIe siècle. Il a été remanié et agrandi au XIXe siècle et au XXe siècle. La façade principale de deux niveaux sur caves et sous toiture à la Mansard comporte 16 travées dont celles de la porte d'entrée et les trois dernières du côté ouest sont en ressaut. Ces trois travées ont été ajoutées au XIXe siècle, rompant ainsi la symétrie de la façade.
La ferme du château se trouve plus au sud derrière un étang. En outre, elle comprend une tour carrée et peu élevée en moellons de grès à l'angle sud.